# کلبرمور
شهر کلبرمور (به آلمانی: Kolbermoor) در ایالت بایرن در کشور آلمان واقع شده‌است.
این شهر محل تولد باستیان شواین اشتایگر و پاول برایتنر و اتو فون بیسمارک است.